# Videcosville

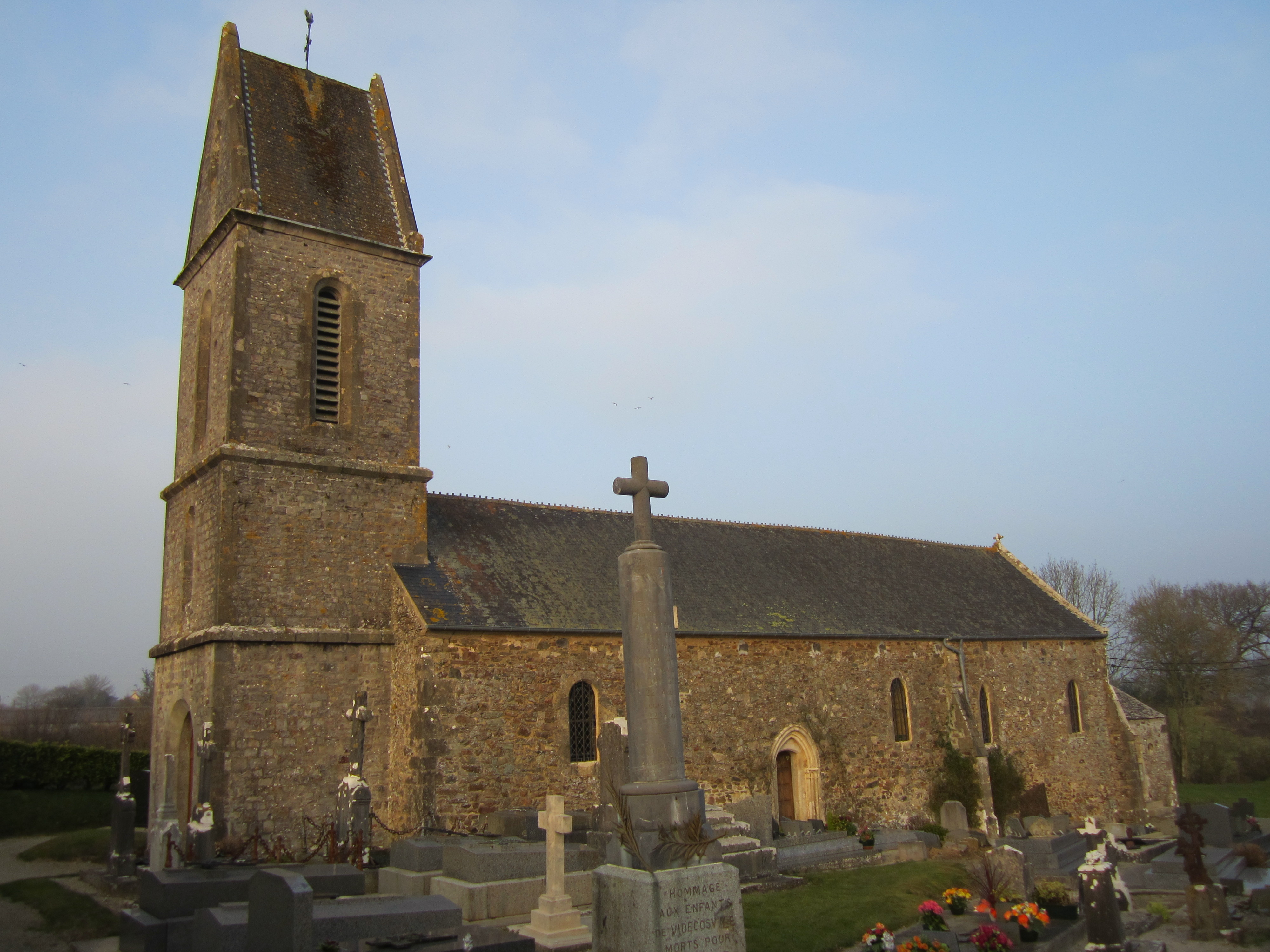
Kerk

Videcosville is een gemeente in het Franse departement Manche (regio Normandië) en telt 82 inwoners (2009). De plaats maakt deel uit van het arrondissement Cherbourg.

## Geografie
De oppervlakte van Videcosville bedraagt 2,6 km², de bevolkingsdichtheid is dus 31,5 inwoners per km².
De onderstaande kaart toont de ligging van Videcosville met de belangrijkste infrastructuur en aangrenzende gemeenten.

## Demografie
Onderstaande figuur toont het verloop van het inwonertal (bron: INSEE-tellingen).

1. ↑  Populations de référence 2022.